# Nick 13
 (août 2019).
Si vous disposez d'ouvrages ou d'articles de référence ou si vous connaissez des sites web de qualité traitant du thème abordé ici, merci de compléter l'article en donnant les références utiles à sa vérifiabilité et en les liant à la section « Notes et références ».
Nick 13, de son vrai nom Kearney Jones, né à San José, Californie en 1975, est le chanteur, guitariste et parolier principal du groupe de psychobilly Tiger Army.
Nick 13 a grandi en écoutant les disques de rock'n roll des années 1950 de son père. Adolescent, il a découvert le punk rock à travers le skateboard et la scène straight edge locale. Il devint un fan des films d'horreur classiques et de l'horror punk, dépensant des centaines de dollars dans des vieux films d'horreur et de vieux et rares vinyles des Misfits, le légendaire groupe de punk d'horreur. Cela l'influença pour écrire des chansons sombres dans les thèmes de l'horreur.
Avant d'arriver à monter le projet Tiger Army qui lui tenait à cœur depuis plusieurs années, Nick 13 fréquentait la scène psychobilly et punk californienne, et était déjà ami avec Davey Havok et les membres d'AFI.